# Cmentarz wojenny nr 146 – Gromnik
Cmentarz wojenny nr 146 w Gromniku – zabytkowy cmentarz z I wojny światowej, znajdujący się w miejscowości Gromnik, w gminie Gromnik, powiecie tarnowskim, województwie małopolskim. Jeden z ponad 400 zachodniogalicyjskich cmentarzy wojennych zbudowanych przez Oddział Grobów Wojennych C. i K. Komendantury Wojskowej w Krakowie. W VI okręgu Tarnów cmentarzy tych jest 63.

## Opis cmentarza
Cmentarz znajduje się po prawej stronie drogi wiodącej od ronda w Gromniku do miejscowości Polichty. Drogą ta prowadzi także czerwony szlak rowerowy na Suchą Górę. Zaprojektowany został przez Heinricha Scholza na planie prostokąta. Ogrodzenie stanowi betonowa podmurówka na której osadzono wykonany z metalowych płaskowników płotek typu balustrada. Wejście od drogi po schodkach i przez dwuskrzydłową furtkę metalową. Żołnierze pochowani zostali w dwóch zbiorowych mogiłach, na których ustawiono dwa nagrobki na dwóch dłuższych bokach cmentarza. Charakterystyczną dla tego cmentarza cechą są dwa pomniki. Jeden ustawiony jest w obrębie prostokątnej kwatery cmentarza, na wprost furtki, drugi z tyłu za nim i poza ogrodzeniem. Pierwszy pomnik posiada obudowaną urnę z motywami liści laurowych, drugi to betonowy jednoramienny krzyż łaciński osadzony na schodkowatym,trzystopniowym cokole. Patrząc z drogi od strony wejścia na cmentarz wydaje się, że obydwa te pomniki stanowią jedną całość.
Cmentarz jest okresowo oczyszczany i był odnowiony w 2005. Ostatnio umocniono betonowymi płytami brzeg skarpy, na której się znajduje, co zapobiegło jego osunięciu się.

## Polegli
W 2 grobach zbiorowych pochowano tu 41 żołnierzy armii austro-węgierskiej. Polegli w dniach 20–25 grudnia 1914 roku. Walczyli w 2, 17, 23, 24, 29, 303 i 306 pułku piechoty honwedu i 19 oraz 9 batalionie landszturmu. W pułkach piechoty honwedu walczyli Węgrzy, którzy co prawda podlegali naczelnemu dowództwu armii austro-węgierskiej, mieli jednak pewną autonomię. Zima 1914–1915 była na gorlickim odcinku typową dla I wojny światowej wojną pozycyjną. Surowe warunki zimowe sprawiły, że nie podejmowano zakrojonych na szeroką skalę działań ofensywnych, miały miejsce jednak mniejsze potyczki i trwał ostrzał artyleryjski.

## Galeria

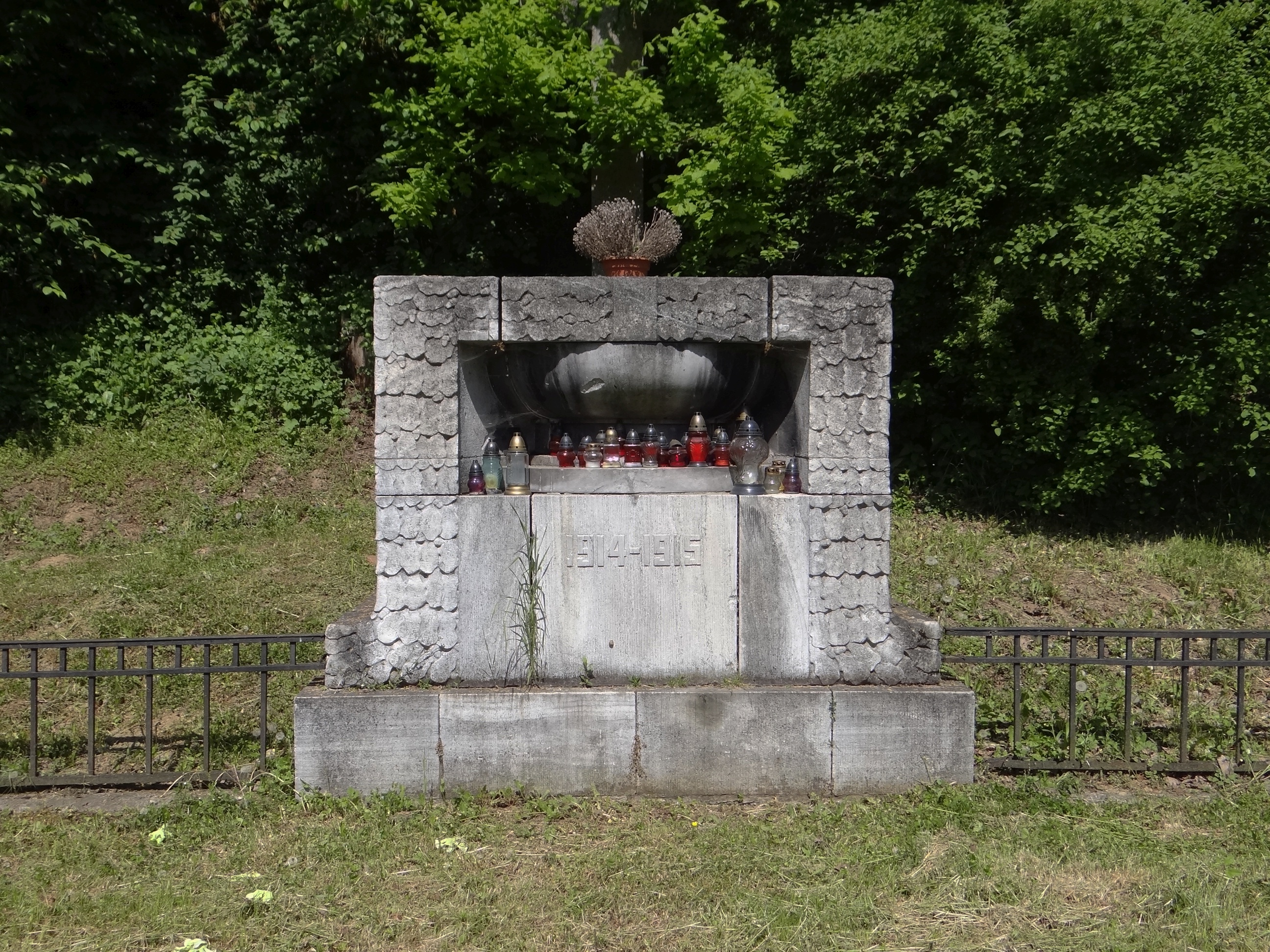
Przedni pomnik centralny
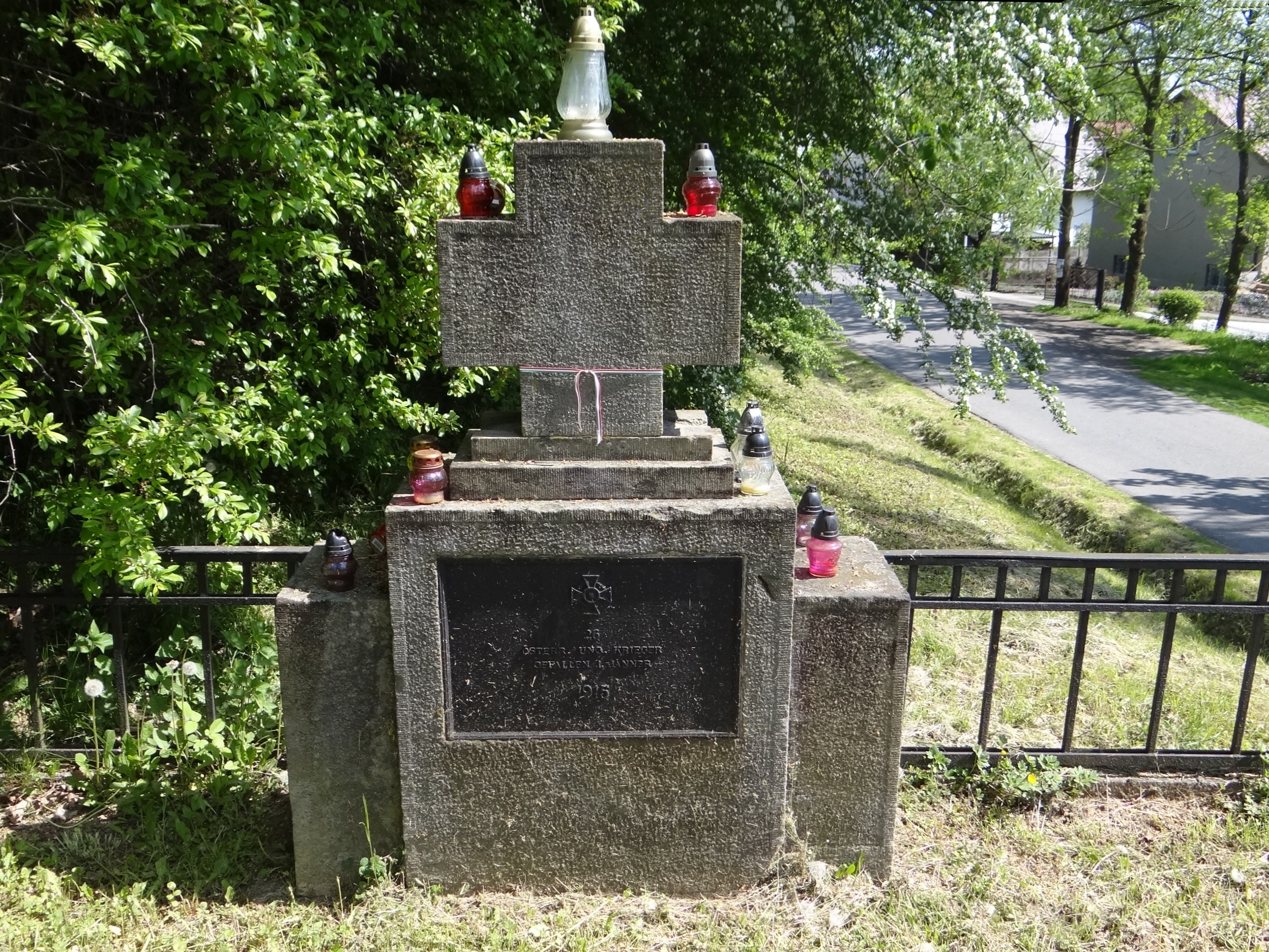
Nagrobek na zbiorowej mogile
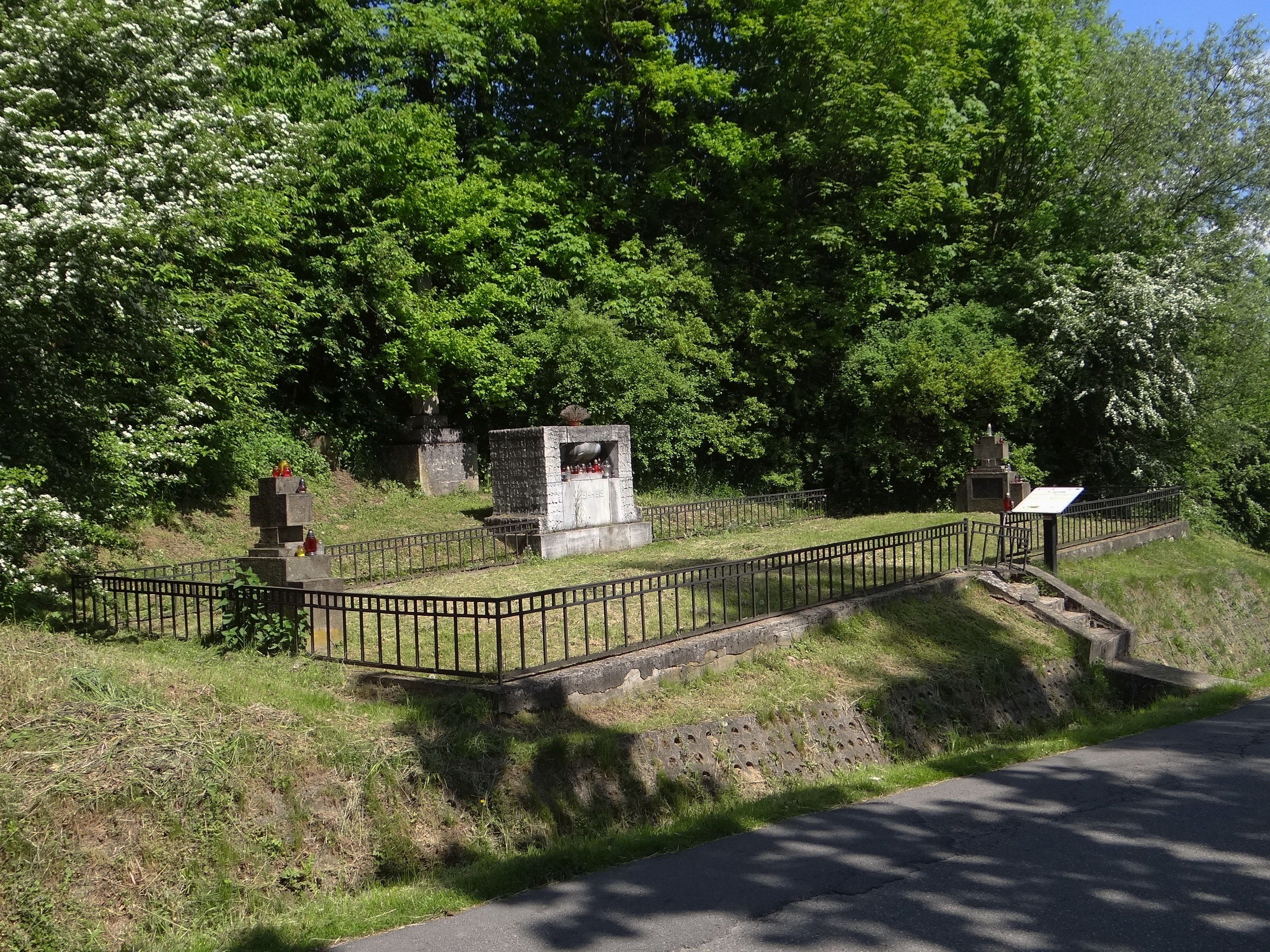
Ogólny widok cmentarza